# Psidium riparium
Psidium riparium là một loài thực vật có hoa trong Họ Đào kim nương. Loài này được Mart. ex DC. miêu tả khoa học đầu tiên năm 1828.